# Tibouchina minor
Tibouchina minor är en tvåhjärtbladig växtart som beskrevs av Célestin Alfred Cogniaux. Tibouchina minor ingår i släktet Tibouchina och familjen Melastomataceae. Inga underarter finns listade i Catalogue of Life.